# Liste der denkmalgeschützten Objekte in Trofaiach
Die Liste der denkmalgeschützten Objekte in Trofaiach enthält die 25 denkmalgeschützten, unbeweglichen Objekte der Gemeinde Trofaiach im steirischen Bezirk Leoben.

## Denkmäler
| Foto |                 | Denkmal | Standort                                                       | Beschreibung | Metadaten |
| ---- | --------------- | --- | -------------------------------------------------------------- | --- | --- |
| ja   | Datei hochladen | Schlossanlage Oberdorf, sog. Stockschloss HERIS-ID: 74397 Objekt-ID: 87799                                        | Oberdorf 7 Standort KG: Gößgraben-Freienstein                  | Erste urkundliche Nennungen des Schlosses stammen aus dem Jahre 1175. Im 17. Jahrhundert wurde es in einen dreigeschoßigen barocken Doppelgiebelbau umgebaut. Die Besitzer wechselten ständig. Seit 1952 gehört es der Familie Franz Mayr-Melnhof. Bis 2012 wurde es für eine Hauswirtschaftsschule des Volksbildungswerkes St. Martin genutzt. | BDA-Hist.: Q38134546 Status: Bescheid Stand der BDA-Liste: 2025-06-30 Name: Schlossanlage Oberdorf, sog. Stockschloss GstNr.: .11 |
| ja   | Datei hochladen | Flur-/Wegkapelle HERIS-ID: 75016 Objekt-ID: 88484                                                                 | bei Trattning 3 Standort KG: Hafning                           | Diese alte Kapelle steht neben einem Bauernhaus in der Trattning. | BDA-Hist.: Q38137720 Status: § 2a Stand der BDA-Liste: 2025-06-30 Name: Flur-/Wegkapelle GstNr.: 528/1 |
| ja   | Datei hochladen | Gewerkenhaus Rötzhube HERIS-ID: 75418 Objekt-ID: 88907                                                            | Hohe Rötz 4 Standort KG: Rötz                                  | Das Anwesen liegt auf 1088 m Seehöhe (Übergang „Hohe Rötz“). Zur Rötzhube gehört ein größerer Waldbesitz. | BDA-Hist.: Q38138999 Status: Bescheid Stand der BDA-Liste: 2025-06-30 Name: Gewerkenhaus Rötzhube GstNr.: .46 |
| ja   | Datei hochladen | Bauernhof (Anlage) Lahnhube HERIS-ID: 75426 Objekt-ID: 88915                                                      | Rötz 97 Standort KG: Rötz                                      | Die Lahnhube gehört zum Lehrforst der Höheren Bundeslehranstalt für Forstwirtschaft Bruck an der Mur. | BDA-Hist.: Q38139015 Status: § 2a Stand der BDA-Liste: 2025-06-30 Name: Bauernhof (Anlage) Lahnhube GstNr.: .5 |
| ja   | Datei hochladen | Flur-/Wegkapelle HERIS-ID: 74407 Objekt-ID: 87809                                                                 | Schardorf 39e Standort KG: Schardorf                           | Die Kapelle gehört zum Bauernhof vulgo Diepold (Margit Ertl) in Schardorf. Sie wurde im 19. Jahrhundert errichtet und in letzter Zeit renoviert. Eine Besonderheit ist die Qualität des Bildes, das eine Marienkrönung zeigt und aus dem 19. Jahrhundert stammt. | BDA-Hist.: Q38134589 Status: § 2a Stand der BDA-Liste: 2025-06-30 Name: Flur-/Wegkapelle GstNr.: 1114 |
| ja   | Datei hochladen | Bauernhofanlage vulgo Schloßbauer, ehem. Schloss Zmöll, Prevenhueber-Schlösschen HERIS-ID: 75432 Objekt-ID: 88921 | Schlossbauerweg 2 Standort KG: Treffning                       | Der Bauernhof Schlossbauer liegt auf der Mellterrasse oberhalb von Trofaiach. Bis ins 18. Jahrhundert bestand dort das erstmals 1220 genannte Schloss Zmöll, dessen Hauptgebäude noch weitgehend erhalten ist. Nach einem Brand im Jahr 1887 wurde es ohne Turm auf den alten Mauern neu errichtet. Seit damals ist die Anlage ein Bauernhof. | BDA-Hist.: Q38139062 Status: Bescheid Stand der BDA-Liste: 2025-06-30 Name: Bauernhofanlage vulgo Schloßbauer, ehem. Schloss Zmöll, Prevenhueber-Schlösschen GstNr.: .3/1 Schlossbauer Zmöll |
| ja   | Datei hochladen | Flur-/Wegkapelle HERIS-ID: 75436 Objekt-ID: 88926                                                                 | Schlossbauerweg 6 Standort KG: Treffning                       | Die Neuriedkapelle liegt neben der Neuriedhube oberhalb von Trofaiach. Von dort hat man einen schönen Ausblick auf das Trofaiacher Becken. Die Neuriedhube wird nach einem früheren Pächter inoffiziell auch „Steinacher“ genannt. | BDA-Hist.: Q38139078 Status: § 2a Stand der BDA-Liste: 2025-06-30 Name: Flur-/Wegkapelle GstNr.: 54/1 |
| ja   | Datei hochladen | Bildstock Burgfriedenskreuz HERIS-ID: 75711 Objekt-ID: 89215                                                      | gegenüber Bahnhofstraße 11 Standort KG: Trofaiach              | Grenzzeichen des ehemaligen landesfürstlichen Markts | BDA-Hist.: Q38139869 Status: § 2a Stand der BDA-Liste: 2025-06-30 Name: Bildstock Burgfriedenskreuz GstNr.: 318/1 |
| ja   | Datei hochladen | Ehem. Umspannwerk Ost HERIS-ID: 87381 Objekt-ID: 101780                                                           | Friedhofgasse Standort KG: Trofaiach                           | Das ehemalige Umspannwerk wird heute als Depot des Stadtmuseums genutzt. Ab 1921 wurden die Betriebsstätten der Österreichisch-Alpine Montangesellschaft mit Stromfernleitungen verbunden. Bis 1923 wurde die Strecke von Eisenerz über den Präbichl nach Donawitz errichtet. An dieser Leitung lagen zwei Umspannwerke, eines auf der Präbichl-Passhöhe und dieses in Trofaiach, das den Ort und die Nachbargemeinden versorgte. | BDA-Hist.: Q37719772 Status: § 2a Stand der BDA-Liste: 2025-06-30 Name: Ehem. Umspannwerk Ost GstNr.: .416 Umspannwerk Ost Trofaiach |
| ja   | Datei hochladen | Bildstock Burgfriedenskreuz HERIS-ID: 75712 Objekt-ID: 89216                                                      | Gößgrabenstraße 20 Standort KG: Trofaiach                      | Grenzzeichen der ehemaligen landesfürstlichen Marktgemeinde Trofaiach | BDA-Hist.: Q38139881 Status: § 2a Stand der BDA-Liste: 2025-06-30 Name: Bildstock Burgfriedenskreuz GstNr.: 537/2 |
| ja   | Datei hochladen | Kriegerdenkmal HERIS-ID: 75704 Objekt-ID: 89207                                                                   | gegenüber Hauptplatz 3 Standort KG: Trofaiach                  | Das Kriegerdenkmal, eine dreiseitige Stele mit Pultdach von G. Fritsch, wurde 1916 erbaut (gleichzeitig mit den angrenzenden ehemaligen Offiziershäusern der Pulverfabrik). | BDA-Hist.: Q38139844 Status: § 2a Stand der BDA-Liste: 2025-06-30 Name: Kriegerdenkmal GstNr.: 538/1 |
| ja   | Datei hochladen | Wohnhaus HERIS-ID: 75626 Objekt-ID: 89126                                                                         | Hauptstraße 9 Standort KG: Trofaiach                           | Das Wohn- und Bürohaus des Verwesers (= Verwalters) des seinerzeit in der Nähe befindlichen Schwarzenberg'ischen Hochofens stammt aus dem Jahr 1875 und ist im charakteristischen Sichtziegelstil der Industriearchitektur gehalten. | BDA-Hist.: Q38139717 Status: § 2a Stand der BDA-Liste: 2025-06-30 Name: Wohnhaus GstNr.: .180 |
| ja   | Datei hochladen | Rathaus/Gemeindeamt HERIS-ID: 75640 Objekt-ID: 89141                                                              | Hauptstraße 67 Standort KG: Trofaiach                          | Dieses Haus wurde von der Trofaiacher Bürgerschaft 1578 gekauft und es von da an bis 1984 als Rathaus verwendet. | BDA-Hist.: Q38139754 Status: § 2a Stand der BDA-Liste: 2025-06-30 Name: Rathaus/Gemeindeamt GstNr.: .111 Altes Rathaus Trofaiach |
| ja   | Datei hochladen | Schloss Mell HERIS-ID: 75675 Objekt-ID: 89176seit 2017                                                            | Heinrich-Mitsch-Straße 13 Standort KG: Trofaiach               | Das Schloss stammt ursprünglich aus dem 16. Jahrhundert, wobei ein Ansitz an dieser Stelle bereits für das 13. Jahrhundert nachgewiesen ist. Es wurde 1871/72 im historistischen Stil völlig umgestaltet, ein Trakt ist um ein Geschoß erhöht. | BDA-Hist.: Q38139793 Status: Bescheid Stand der BDA-Liste: 2025-06-30 Name: Schloss Mell GstNr.: .52 Schloss Mell, Trofaiach |
| ja   | Datei hochladen | Kruzifix Roter Herrgott HERIS-ID: 75715 Objekt-ID: 89219                                                          | Heinrich-Mitsch-Straße Standort KG: Trofaiach                  | Das Kruzifix steht an einer Weggabelung auf dem Mellplateau an einem beliebten Spazierweg. Dahinter steht eine Robinie, die schon seit Jahrzehnten halb abgestorben wirkt, aber immer noch jedes Jahr austreibt. Für die Bezeichnung „Roter Herrgott“ ist eigentlich keine Erklärung bekannt, es gibt nur ungesicherte Vermutungen. | BDA-Hist.: Q38139891 Status: § 2a Stand der BDA-Liste: 2025-06-30 Name: Kruzifix Roter Herrgott GstNr.: 541/2 |
| ja   | Datei hochladen | Fußgängerbrücke HERIS-ID: 75730 Objekt-ID: 89234                                                                  | Kehrgasse / Gößbachau Standort KG: Trofaiach                   | Die Brücke wurde 1916 als Verbindungsbrücke von den Offiziershäusern zur Pulverfabrik gebaut. | BDA-Hist.: Q38139944 Status: § 2a Stand der BDA-Liste: 2025-06-30 Name: Fußgängerbrücke GstNr.: 548/1, 562, 303/4 Fußgängerbrücke Gößbachau, Trofaiach |
| ja   | Datei hochladen | Prähistorische Höhensiedlung am Kulm bei Trofaiach HERIS-ID: 59699 Objekt-ID: 71225                               | Kulm Standort KG: Trofaiach                                    | Von zirka 900 bis 700 v. Chr. befand sich auf dem Kulm eine urnenfelderzeitliche Siedlung, in der schätzungsweise 200 bis 300 Menschen wohnten. Der Siedlungsbereich erstreckt sich über die Gemeinden Sankt Peter-Freienstein und Trofaiach. | BDA-Hist.: Q38088351 Status: Bescheid Stand der BDA-Liste: 2025-06-30 Name: Prähistorische Höhensiedlung am Kulm bei Trofaiach GstNr.: 463/1 |
| ja   | Datei hochladen | Pfarrhof HERIS-ID: 75681 Objekt-ID: 89182                                                                         | Oberer Kirchhofplatz 2 Standort KG: Trofaiach                  | Der Pfarrhof wurde 1772 bis 1774 erbaut. | BDA-Hist.: Q38139819 Status: § 2a Stand der BDA-Liste: 2025-06-30 Name: Pfarrhof GstNr.: .17 |
| ja   | Datei hochladen | Kath. Pfarrkirche hl. Rupert und ehem. Friedhof HERIS-ID: 51922 Objekt-ID: 57747                                  | Oberer Kirchhofplatz 3 Standort KG: Trofaiach                  | Die Pfarrkirche wurde 1195 erstmals erwähnt. Sie ist im Kern romanisch und wurde später gotisiert. Der erhöhte Chor mit abgetreppten Strebepfeilern und 5/8-Schluss stammt aus dem 14. Jahrhundert. Er hat ein Kreuzrippengewölbe auf Halbrunddiensten, die auf halber Höhe auf Konsolen auflaufen und runde Schlusssteine. 1961 wurden spätmittelalterliche Fresken aufgedeckt. Das Langhaus wurde um 1462 gotisiert und weist dreibahnige Maßwerkfenster auf. Das Innere stammt teilweise aus der Barockzeit, so die barocke Empore über der gotischen Brüstung. Der Westturm wurde 1703/04 um ein Geschoß erhöht, der Zwiebelturm stammt aus dem späten 19. Jahrhundert. Auch die Innenausstattung ist barock, insbesondere der prächtige Hochaltar mit Umgangsportalen. | BDA-Hist.: Q14912352 Status: § 2a Stand der BDA-Liste: 2025-06-30 Name: Kath. Pfarrkirche hl. Rupert und ehem. Friedhof GstNr.: 190/1, .18 Saint Rupert Church (Trofaiach) |
| ja   | Datei hochladen | Pulverkolonie und Alpinekolonie HERIS-ID: 75718 Objekt-ID: 89222seit 2016                                         | Pulverkolonie 1–13 (unger. Nrn), ohne 9 Standort KG: Trofaiach | Die Arbeitersiedlung wurde von Raphael Meneghel unmittelbar nach dem Ersten Weltkrieg errichtet. die abgewinkelten Blöcke liegen auf einem mandelförmigen Grundstück, wodurch eine Art Anger im Zentrum der Anlage entstanden ist. Ein markantes Element sind die unterschiedlich dimensionierten Loggien. | BDA-Hist.: Q38139923 Status: Bescheid Stand der BDA-Liste: 2025-06-30 Name: Pulverkolonie und Alpinekolonie GstNr.: .240, .241, .242, .243, .244, .245, .246, .247, .256, .257, .258, .259, .260, 308/15, 308/16, 308/17, 308/18, 308/19, .248, .249, .250, .251, .252, .253, .254, .255, .261, .262, .263, .264, .298, 308/10, 308/11, 308/12, 308/13 Pulverkolonie und Alpinekolonie, Trofaiach |
| ja   | Datei hochladen | Schloss Stibichhofen HERIS-ID: 37505 Objekt-ID: 36669                                                             | Rebenburggasse 2 Standort KG: Trofaiach                        | Das Schloss Stibichhofen stammt vom Ende des 15. Jahrhunderts und war bis 1637 im Besitz der Freiherrn von Stübich, ab 1674 im Besitz des Dichters und Pestarztes Adam von Lebenwaldt. Der rechteckige Bau mit seinen zwei Ecktürmen ist im Kern gotisch und wurde im 17. Jahrhundert auf das heutige Aussehen umgebaut. Oberlichtgitter aus dem 17. Jahrhundert und mehrere gotische Fenster, in der Halle im Erdgeschoß drei Eisentüren in gotische Türgewänden. Ab 1886 war Hans von Rebenburg Schlossbesitzer. Nach ihm ist die Rebenburggasse benannt. Sein Neffe und Erbe Alexander Kyd-Rebenburg verkaufte das Schloss 1953 an die Evangelische Pfarrgemeinde. Diese nutzt das Schloss Stibichhofen als Seelsorgezentrum, Betsaal und Jugendherberge. Im Erdgeschoß befinden sich seit 1976 die Schauräume des Stadtmuseums Trofaiach.                                                                              | BDA-Hist.: Q37975902 Status: Bescheid Stand der BDA-Liste: 2025-06-30 Name: Schloss Stibichhofen GstNr.: .133 Schloss Stibichhofen |
| ja   | Datei hochladen | Kath. Filialkirche Hl. Dreifaltigkeit und ehem. Friedhof HERIS-ID: 51923 Objekt-ID: 57749                         | Rebenburggasse 3 Standort KG: Trofaiach                        | Die Kirche wurde bereits 1195 erwähnt, der bestehende Bau ist spätgotisch mit barockem Turm. Das Langhaus ist netzrippengewölbt mit Runddiensten vor Wandvorlagen, der spitzbogige Fronbogen ist mit 1513 datiert. Der Chor hat 5/8-Schluss mit Schlingrippennetzgewölbe auf Runddiensten, die teilweise auf Konsolen auflaufen. Außen weisen Langhaus und Chor abgetreppte Strebepfeiler auf. An im Norden angebautes kleines Treppentürmchen führt zur zweigeschoßigen Empore. West- und Südportal sind spitzbogig, letzteres ist mit 1497 datiert. Der Turm trägt am Portal das Datum 1701, er hat einen gotischen Kern, wurde aber schon im 17. Jahrhundert umgestaltet. Er schließt an die im 18. Jahrhundert angebauten Sakristeien an. Die Fresken stammen aus dem frühen 16. Jahrhundert. Die Ausstattung, insbesondere der Matthäus Krenauer zugeschriebene Säulenhochaltar aus dem Jahr 1752, ist frühes Rokoko. | BDA-Hist.: Q1257729 Status: § 2a Stand der BDA-Liste: 2025-06-30 Name: Kath. Filialkirche Hl. Dreifaltigkeit und ehem. Friedhof GstNr.: .129, 145/1 Holy Trinity Church (Trofaiach) |
| ja   | Datei hochladen | Flur-/Wegkapelle HERIS-ID: 75707 Objekt-ID: 89211                                                                 | Rötzstraße Standort KG: Trofaiach                              | | BDA-Hist.: Q38139856 Status: § 2a Stand der BDA-Liste: 2025-06-30 Name: Flur-/Wegkapelle GstNr.: 933 |
| ja   | Datei hochladen | Franz-Jonas-Volksschule und Bodendenkmale HERIS-ID: 75701 Objekt-ID: 89204                                        | Schulgasse 9 Standort KG: Trofaiach                            | Die Volksschule wurde 1887 erbaut. | BDA-Hist.: Q38139832 Status: § 2a Stand der BDA-Liste: 2025-06-30 Name: Franz-Jonas-Volksschule und Bodendenkmale GstNr.: 188 |
| ja   | Datei hochladen | Pulverturm und Werkshalle der Trofaiacher Pulverfabrik HERIS-ID: 75716 Objekt-ID: 89220seit 2012                  | Wiesengasse 1 Standort KG: Trofaiach                           | Der Pulverturm samt Werkshalle war Hauptgebäude und Kraftzentrale der 1915/16 entstandenen Schwarzpulverfabrik. 1926 wurde der Betrieb der Pulverfabrik eingestellt. Nach dem 2. Weltkrieg befand sich hier einige Jahrzehnte eine Waschmaschinenfabrik. Heute sind Gebäude und Gelände an verschiedene Firmen vermietet. | BDA-Hist.: Q38139912 Status: Bescheid Stand der BDA-Liste: 2025-06-30 Name: Pulverturm und Werkshalle der Trofaiacher Pulverfabrik GstNr.: 698/45 |